# سررو برانکو
سررو برانکو (به پرتغالی: Cerro Branco) یک منطقهٔ مسکونی در برزیل است که در ریو گرانده جنوبی واقع شده‌است. سررو برانکو ۴٬۷۰۶ نفر جمعیت دارد.